# Centre Municipal de Tennis Vall d'Hebron
El Centre Municipal de Tennis Vall d'Hebron és una instal·lació esportiva situada al districte d'Horta-Guinardó de la ciutat de Barcelona. La seva principal funció és la pràctica i ensenyament del tennis, mitjançant la gestió directa de l'ajuntament de Barcelona.
En les seves instal·lacions hi té la seu la Federació Catalana de Tennis.

## Història
Va ser inaugurat el 1992 sota disseny de l'arquitecte Tonet Sunyer amb motiu de la celebració del torneig de tennis dels Jocs Olímpics d'Estiu de 1992 celebrats a Barcelona.
Es van construir disset pistes de tennis de terra batuda. Solament es van utilitzar com a pistes de joc nou (tres com a àrea de competició i sis d'entrenament), tres van servir per a ampliar les graderies de la pista principal i la resta va ser destinades a àrea de premsa, així com de descans i de serveis per als jugadors. La pista principal, que compta amb graderies per a 3.400 espectadors, es va ampliar fins a arribar a 8.000 durant els Jocs. La dues pistes menors actualment tenen unes graderies per a 1.000 persones.
A més de les disset pistes de tennis les instal·lacions compten amb set pistes de pàdel, un frontó, una pista de bàsquet i una piscina, totes elles instal·lacions exteriors. Així mateix també es crearen tot un seguit d'instal·lacions interiors per a la pràctica de l'aeròbic, el fitness, el tai-txi-txuan o balls de saló.